# Gonatocerus impar
Gonatocerus impar är en stekelart som beskrevs av Huber 1988. Gonatocerus impar ingår i släktet Gonatocerus och familjen dvärgsteklar. Inga underarter finns listade i Catalogue of Life.